# Cidade Universitária Armando de Salles Oliveira

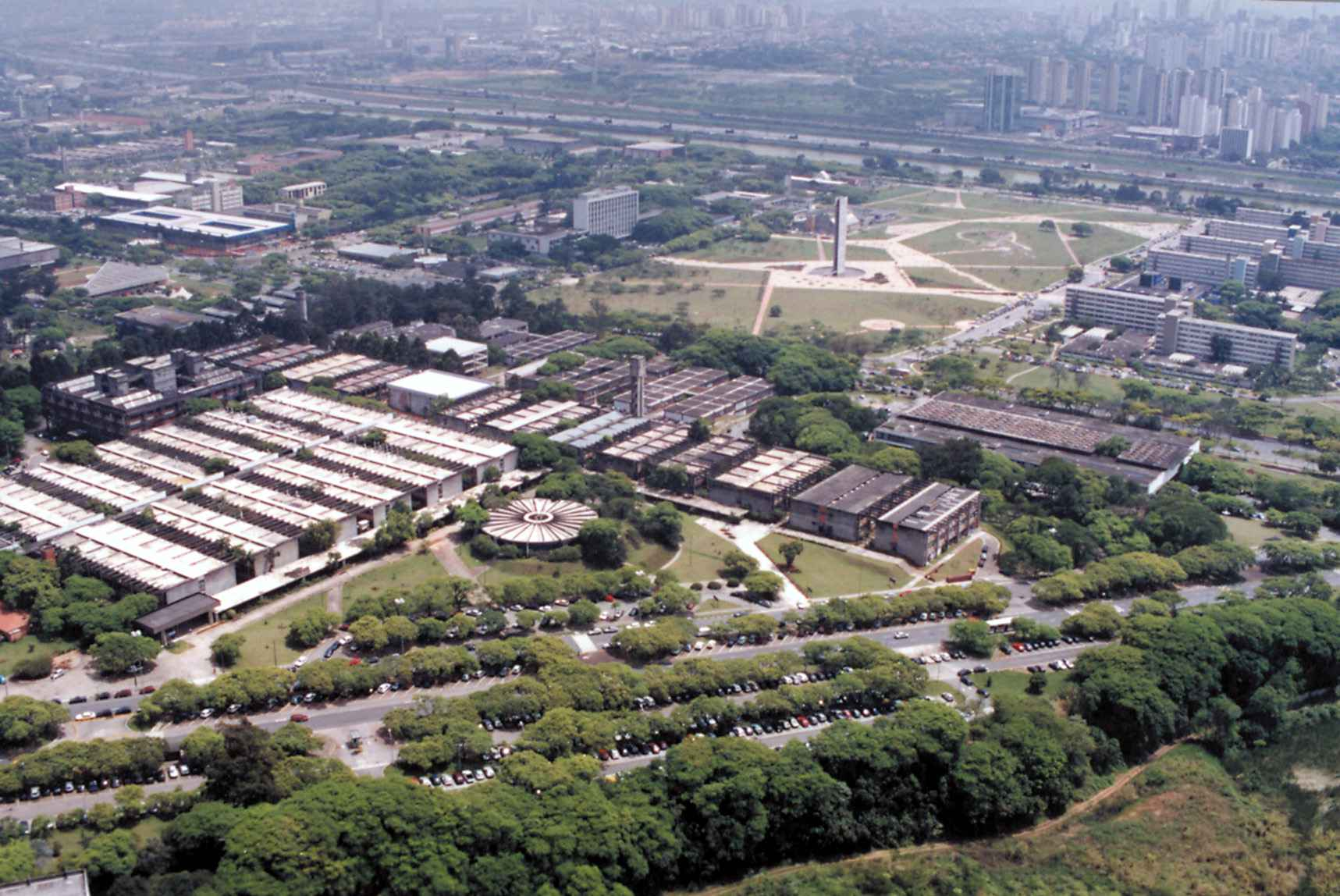
Cidade Universitária. Praça do Relógio em destaque

A Cidade Universitária Armando de Salles Oliveira (CUASO) sedia a Universidade de São Paulo (USP), fazendo parte do campus USP da Capital. Está localizada na zona oeste da cidade de São Paulo, bairro do Butantã. Leva o nome do fundador da universidade, o então interventor do estado, Armando de Salles Oliveira, político liberal paulista.
Na Cidade Universitária, estão localizadas a maioria das unidades de ensino, pesquisa e extensão da Universidade de São Paulo. Encontram-se também os órgãos centrais e administrativos da USP, como a Reitoria, gabinete do reitor, secretarias, superintendências e as pró-reitorias. A Cidade Universitária possui mais de 3,7 milhões de metros quadrados.
Também estão sediados na Cidade Universitária: o Instituto de Pesquisas Energéticas e Nucleares (IPEN), o Instituto de Pesquisas Tecnológicas (IPT), o Instituto Geográfico e Cartográfico (IGC), a Academia de Polícia (Acadepol), o Centro Tecnológico da Marinha em São Paulo (CTMSP), a Biblioteca Brasiliana Guita e José Mindlin (BBM), a Fundação Sistema Estadual de Análise de Dados e uma ETEC do Centro Estadual de Educação Tecnológica Paula Souza.

## História
A construção da Cidade Universitária já estava prevista no projeto original da USP na década de 1930. Intelectuais paulistanos basearem-se no modelo alemão de universidade moderna, e uma comissão de estudos reservou a área da antiga Fazenda Butantã para a instalação da universidade. A USP foi oficialmente fundada em 23 de janeiro de 1934, assinado pelo Armando Salles de Oliveira, então governador de São Paulo. Por isso é a personalidade que nomeia o campus. 
O projeto dessa cidade seria integrar os cursos já existentes, como a Faculdade de Medicina, a Escola Politécnica e a Faculdade de Direito, além de atrair atenção à pesquisa e ao desenvolvimento do Brasil. 
No entanto, por diferentes motivos, sua implementação efetiva foi postergada diversas vezes. Sua ocupação, com a construção de edifícios para diversas unidades, deu-se a partir da segunda metade dos anos 50.
O primeiro departamento a chegar no novo campus foi o do Instituto de Pesquisas Tecnológicas, na década de 1940, mas foi na primeira metade da década de 1960, com maior investimento na Universidade, que houve maiores transferências ao campus. 

## Características

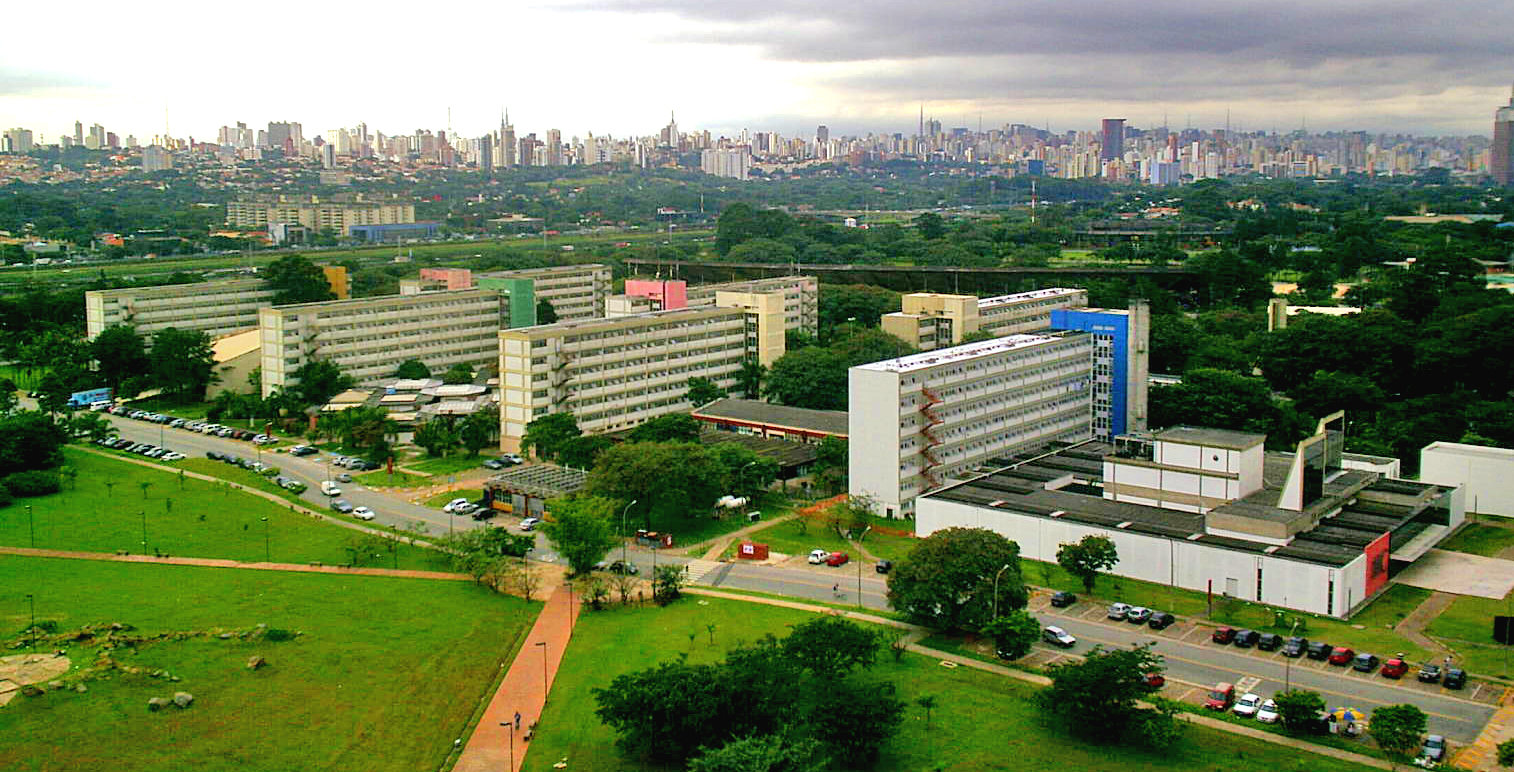
Imagem do Conjunto Residencial (CRUSP) na Cidade Universitária. O Museu de Arte Contemporânea (MAC) pode ser visto no canto inferior direito. Ao fundo, é possível identificar a Avenida Paulista.

A Cidade Universitária tem registrados em sua história uma grande quantidade de projetos, muitos dos quais bastante divergentes em relação ao desenho geral da cidade e de seus espaços. Porém, a constituição da forma pela qual hoje ela se configura é resultado tanto da ação individual de cada uma das unidades que aí se instalaram, como da adequação e da reformulação dos vários projetos para ela desenvolvidos. Isto fez com que, apesar da CUASO apresentar um caráter urbano relativamente homogêneo atualmente, também se verificam nela diferentes propostas arquitetônicas e urbanísticas isoladas.
Com a escala de um parque urbano, a Cidade Universitária, pelas suas características, não se assemelha nem a um parque, efetivamente (pois seu uso como tal não é atualmente incentivado pela Reitoria), nem a uma "cidade", em seu entendimento mais comum. Possui apenas três ligações viárias com a cidade (seus três "portões") e mais algumas entradas de pedestres.

### Urbanismo funcionalista

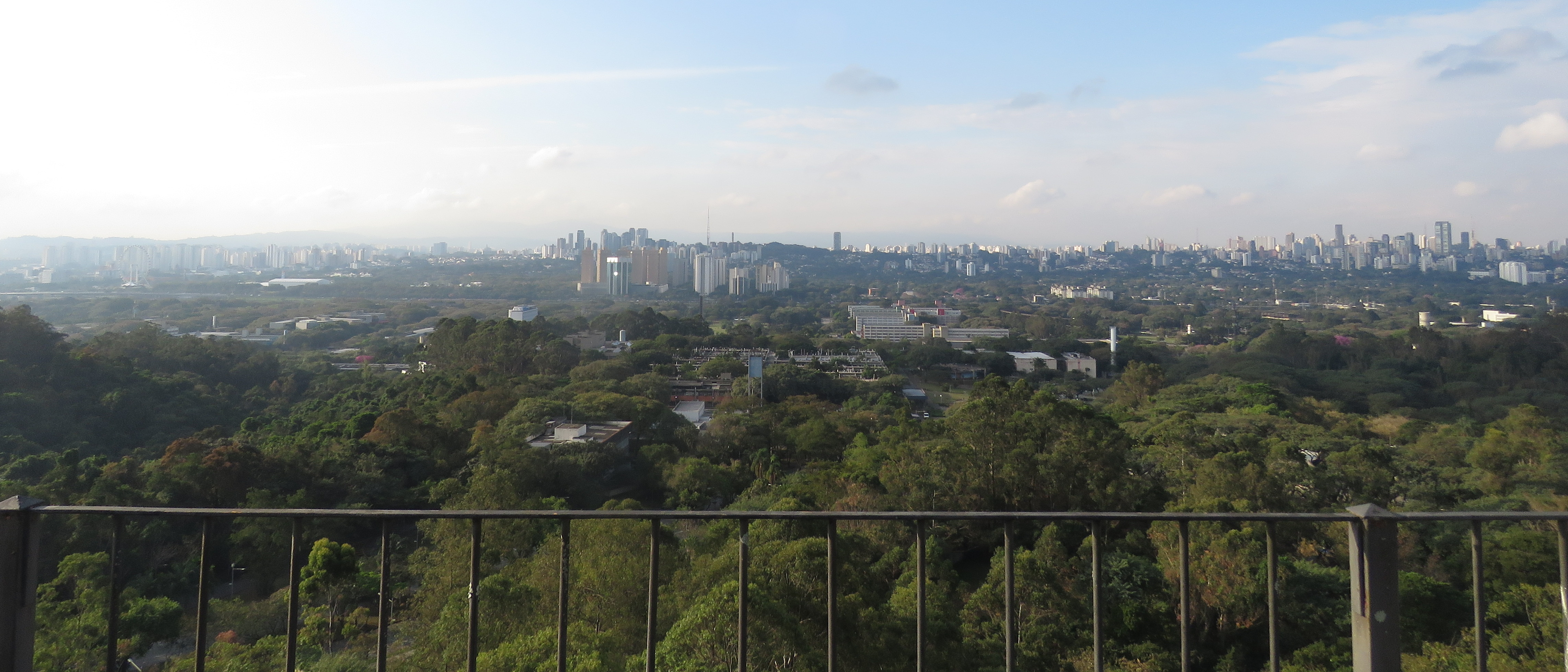
Vista do campus em 2024 a partir da Vila Indiana, com muitas áreas arborizadas. Ao fundo, pode ser vista a roda gigante do Parque Villa-Lobos

A maior parte dos edifícios existentes hoje na Cidade Universitária foram construídos a partir de meados da década de 1960. Desta forma, apresentou-se de forma bastante evidente uma intenção urbanismo funcionalista na constituição de seus espaços e na organização de suas unidades. Apesar de não ter havido um plano original para a Cidade (segundo esta linha de pensamento, pois havia antes dela uma série de outros planos com caráter historicista), os edifícios foram sendo implantados segundo a lógica da arquitetura moderna e do funcionalismo, buscando espaços que se assemelham a superquadras. É possível dizer que parte dos arquitetos ligados a estes projetos buscavam um ideal de cidade diverso daquele encontrado em São Paulo (ou seja, buscavam um desenho aparentemente ordenado em oposição a uma organização urbana informal e desprovida de planejamento). O resultado, porém, foi um bairro dentro de São Paulo com poucas ligações com a cidade que o rodeia e altamente dependente do automóvel.
De uma forma geral, os edifícios da Cidade Universitária possuem implantação isolada, apresentando grandes distâncias entre uns e outros. Eventualmente, algumas unidades possuem cercamentos em seu perímetro, mas a permeabilidade é mais comum à maioria das unidades. Junto a elas, normalmente são encontrados grandes bolsões de estacionamento e espaços livres desqualificados, cobertos por vegetação.
A Cidade Universitária foi reformada na década de 1960, de modo a abrigar os atletas dos Jogos Pan-americanos de 1963, que se realizaram em São Paulo. O bairro é classificado pelo CRECI como "Zona de Valor C", assim como outros bairros da capital como Santana, Tatuapé e Barra Funda.

## Locais na Cidade Universitária

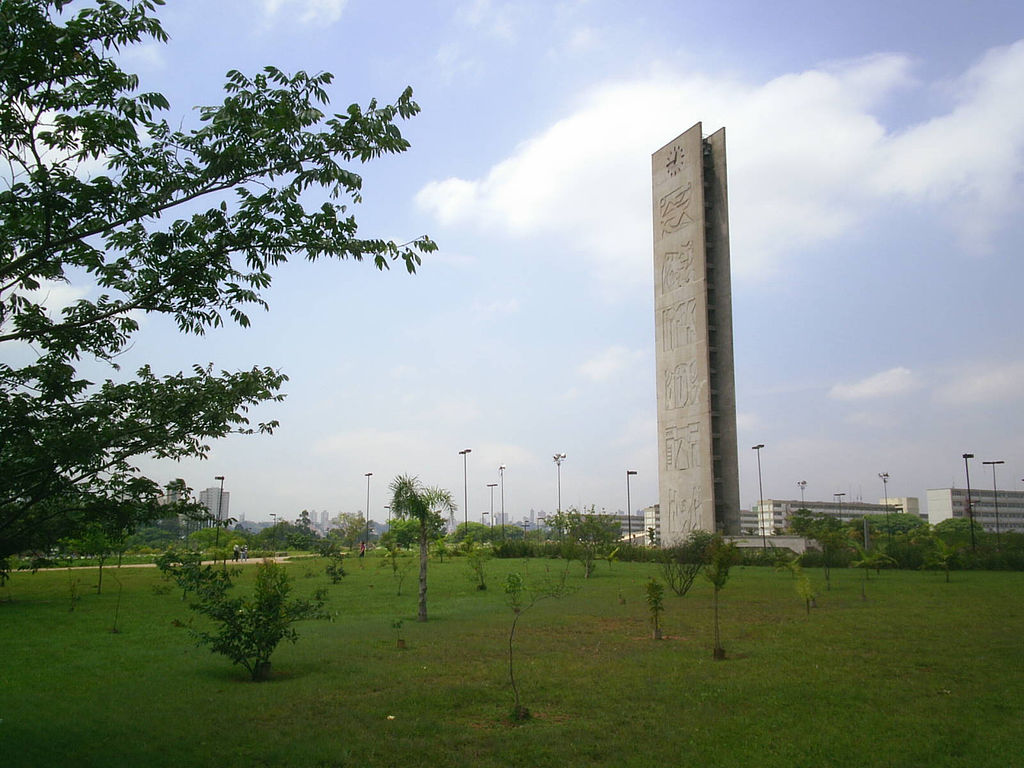
A Torre do Relógio

A Cidade Universitária Armando de Salles Oliveira apresenta parte de seu terreno localizado na região da várzea do Rio Pinheiros, onde a maior parte dos primeiros edifícios foi construída. A partir daí, a medida que se distancia dele, verifica-se nela um acentuado aclive, no qual implantaram-se as demais unidades.

### Praça do Relógio
Originalmente foi pensada para acolher uma unidade da USP que seria conhecida como o cuore ("coração") da Universidade, na qual seriam reunidos equipamentos para receber os visitantes e para reunir os alunos (como rodoviária, restaurante, dormitórios, etc). Atualmente, esse local caracteriza-se como um grande espaço livre marcado pela presença de uma torre monumental, projetada pelo arquiteto Rino Levi, na qual verifica-se um relógio em seu topo (daí o nome da praça). Em meados da década de 1990 a praça passou por profunda reforma, adquirindo a forma que possui hoje. Próximo à Praça do Relógio localizam-se o Conjunto Residencial da USP (CRUSP), o edifício da Reitoria e a Raia Olímpica.

### Praça do Relógio Solar
A Praça do Relógio Solar funciona dentro da Cidade Universitária, no bairro do Butantã (Avenida da Universidade s/número, São Paulo, SP). Nela está instalada uma escultura que funciona como um relógio de sol, projetada por Caetano Fraccaroli, da FAU-USP.

## Bibliográficas
- Ana Lúcia Duarte Lanna (org.); Cidades universitárias: patrimônio urbanístico e arquitetônico da USP; São Paulo: CPC-USP, Edusp; 2005. ISBN 8531408644